# Suyá
Suyá (Kĩsêdjê, Suia, sebe zovu Mê-kin-se-ji ili "gente de las grandes plazas circulares",/, pleme američkih Indijanaca porodice Gé, otkriveno pred kraj 19. stoljeća na obali rijeke Xingu u Brazilu. Otkrio ih je njemački istraživač Karl von den Steinen.
Danas žive u dva sela na području parka Xingú. Jezično su srodni plemenima Kayapo, a varijantama njihovog jezika govore i Indijanci Beiço de Pau (Drvene Usne ili Tapayúna) i Yaruma. I Suya i srodnici Drvene Usne imaju karakteristične nakite za usne (labrete) i uši, u obliku tanjura.
Populacija im iznosi 196 (1995 AMTB) uključujući ovde i 31 pripanika Drvenih Usana. -Ratari, lovci i ribari. Za razliku od zapadne skupine Beiços de Pau ili Suyá Occidental, nazivaju se i Suyá oriental.